# Бонде
Бонде (Бунде, швед. Bonde) — шведский дворянский род.
Торд Бонде упоминается в источниках начала XIV века, а Карл Кнутсон Бонде занимал королевский престол под именем Карла VIII Кнутсона. 
Род Бонде достиг своего расцвета в XVII веке, когда многие его представители успешно занимали высшие должности в королевстве. Впоследствии Бонде были больше известны как крупные землевладельцы.